# Kriging
Kriging je statistička metoda procjene. Imenovana je prema južnoafričkom inženjeru Krigeu (1951.) koji ju je prvi upotrijebio i opisao prilikom procjene koncentracije rudače u ležištima zlata. Zatim je vremenom uslijedio daljnji teoretski razvoj metode, najvećim dijelom od strane francuskih znanstvenika, na primjer Matheron (1963,1965 i drugi radovi).
Procjena se temelji na upotrebi postojećih podataka na kontrolnim točkama kojima su dodijeljeni odgovarajući težinski koeficijenti. Pod izrazom kontrolne točke u stvari se misli na lokacije bušotina s pripadajućim izmjerenim podacima.
Procjena načinjena krigingom podrazumijeva da su zadovoljeni određeni kriteriji. Prema njima procjena mora biti nepristrana te načinjena tako da je varijanca razlike između stvarnih i procjenjenih vrijednosti u odabranim točkama najmanja moguća. To se naziva još i varijancom kriginga. Nakon završetka procjene na odabranom gridu algoritam kriginga također računa predviđenu i stvarnu pogrešku procjene. Te vrijednosti se mogu usporediti s mjerenom vrijednošću na kontrolnoj točki koja je upotrijebljena kao ulazni podatak. Na taj način se određuje pouzdanost procjene te kvaliteta odabranog prostornog modela.
Kriging je svrstan među (geo)statističke interpolacijske tehnike označene engleskim akronimom "BLUE" (osim metode 'jednostavnog kriginga') i vrlo se često upotrebljava u kartiranju rudnih ležišta, ležišta nafte i plina te koncentracije različitih mjerenja. Prevedeno s engleskoga to bi značilo najbolji linearni nepristrani procjenjitelj (engl. Best Linear Unbiased Estimators).
Također kriging s vanjskim driftom (Kriging with external drift) služi za kartiranje bušotinskih podataka, uključujući i podatke sekundarne varijable, najčešće seizmičke. Po tomu je ta vrsta kriginga prijelazna metoda prema upotrebi kokriginga 
Jednostavna jednadžba kriginga glasi:
{\displaystyle Z_{k}=\sum _{i=1}^{n}\lambda _{i}\ Z_{i}}
gdje su:
- {\displaystyle \lambda _{i}\,} - težinski koeficijenti (weights) za svaku lokaciju i
- {\displaystyle Z_{i}\,} - okolne poznate vrijednosti, tzv. kontrolne točke (control points)
- {\displaystyle Z_{k}\,} - vrijednost procijenjena krigingom

Tehnike kriginga su jednostavni kriging, obični kriging, indikatorski kriging, univerzalni kriging, disjunktivni kriging, kriging s vanjskim driftom i druge, a razlikuju se prema obliku matričnih jednadžbi.
Sve tehnike kriginga imaju neki faktor ograničenja te potpuno zadovoljavaju uvjet „najboljeg linearnog nepristranog procjenitelja“ (engl. Best Linear Unbiased Estimator, abbr. BLUE), osim kod jednostavnog kriginga, gdje procjena nije nepristrana. „Najbolji“ znači da su izračunati koeficijenti potrebni za procjenu određeni minimiziranjem varijance kriginga, „linearni“ označava da je procjena napravljena linearnom kombinacijom mjerenih vrijednosti, „nepristrani“ osigurava da je očekivanje procjene jednako stvarnome očekivanju cijele populacije vrijednosti, dok „procjenitelj“ znači metodologiju.